# Hattenbacher Dreieck
De Hattenbacher Dreieck is een knooppunt in de Duitse deelstaat Hessen.
Op dit knooppunt sluit de A5 vanuit Gießen aan op de A7 Flensburg-Füssen. Vanaf hier tot aan de Kirchheimer Dreieck die ongeveer 5 kilometer noordelijker ligt loopt de E40 ook met de A7 mee.

## Richtingen knooppunt
| Aansluitende wegen                            | Aansluitende wegen | Aansluitende wegen | Aansluitende wegen | Aansluitende wegen                                  |
| --------------------------------------------- | ------------------ | ------------------ | ------------------ | --------------------------------------------------- |
|                                               |                    |                    |                    | richting Kassel / Hannover A4 Bad Hersfeld / Erfurt |
|                                               |                    |                    |                    |                                                     |
| richting Gießen / Wiesbaden Frankfurt / Bazel |                    |                    |                    |                                                     |
|                                               |                    |                    |                    |                                                     |
|                                               |                    |                    |                    | richting Fulda / Würzburg Stuttgart / München       |